# Chủ nghĩa hòa bình

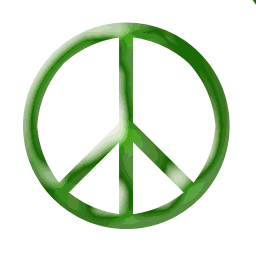
Biểu tượng hòa bình, một biểu tượng liên quan tới chủ nghĩa hòa bình.

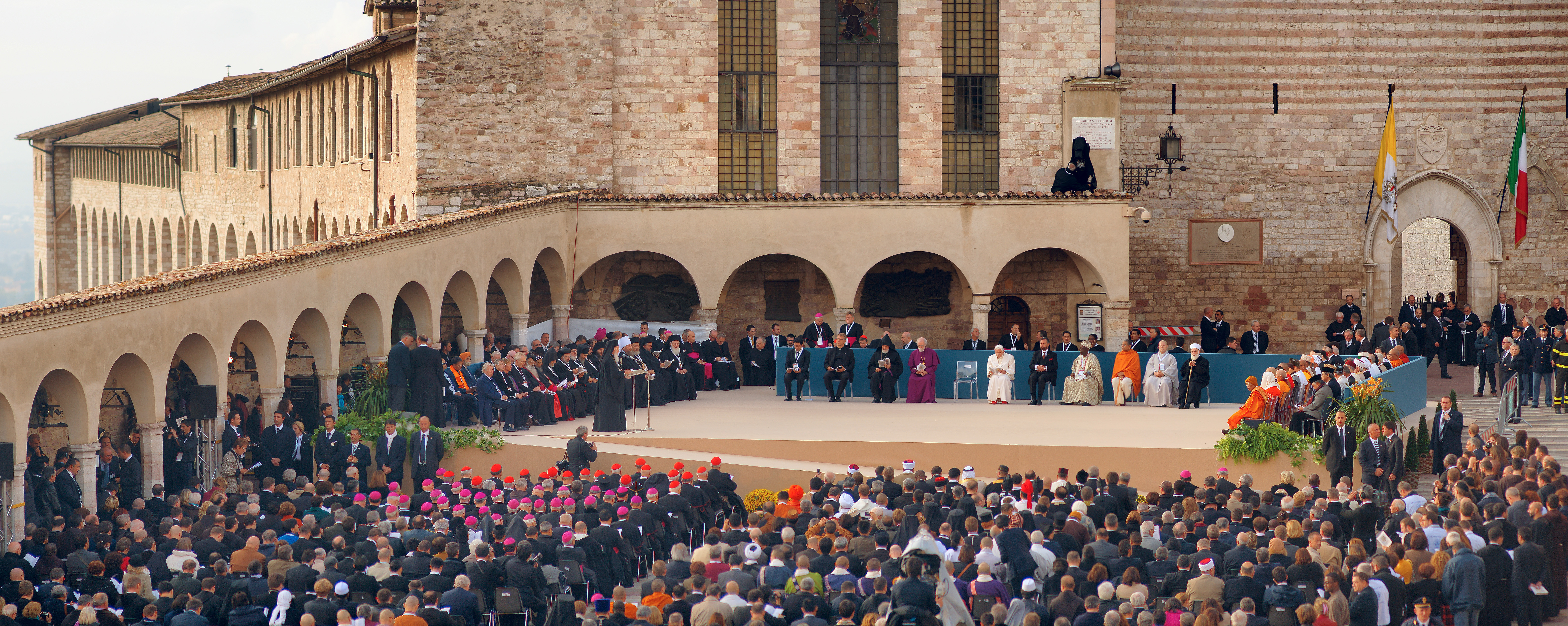
Ngày Thế giới cầu nguyện cho hòa bình lần thứ 4, Assisi (Ý), ngày 27 tháng 10 năm 2011

Chủ nghĩa hòa bình có thể hiểu theo nghĩa rộng là sự phản đối chiến tranh. Thuật ngữ "Pacifism" được đưa ra bởi nhà vận động hòa bình người Pháp Émile Arnaud và được sử dụng bởi các nhà hoạt động hòa bình tại Hội nghị Hòa bình Quốc tế ở Glasgow năm 1901.

## Định nghĩa
Có rất nhiều quan điểm về chủ nghĩa hòa bình, trong đó bao gồm niềm tin cho rằng những tranh chấp quốc tế nên được giải quyết một cách hòa bình, kêu gọi sự từ bỏ các thể chế quân sự và chiến tranh, phản đối sự tổ chức xã hội thông qua quyền lực của chính quyền, phản đối việc sử dụng vũ lực để đạt các mục tiêu chính trị, kinh tế và xã hội, xóa bỏ vũ lực ngoại trừ trường hợp rất cần thiết phải sử dụng đạt mục đích hòa bình, phản đối bạo lực dưới bất kỳ hoàn cảnh nào.

## Liên kết
- Manifesto Against Conscription and the Military System
- A Look at the Cultural Roots of German Pacifism Lưu trữ ngày 16 tháng 5 năm 2008 tại Wayback Machine
- Writings on Christian Nonresistance and Pacifism from Anabaptist-Mennonite Sources
- PeacePledgeUnion Lưu trữ ngày 16 tháng 7 năm 2012 tại Wayback Machine